# Copa LPB 2019
La Copa LPB 2019, fue la primera y única edición del torneo de baloncesto, adscrito a la Liga Profesional de Baloncesto de Venezuela.
El partido inaugural lo protagonizó el actual campeón de la campaña de 2019, Guaros de Lara ante Llaneros de Guárico.
Esta fue la última edición de la Liga Profesional de Baloncesto de Venezuela ya que para 2020 la liga fue reemplazada por la Superliga Profesional de Baloncesto.

## Formato
Los diez conjuntos se dividen en dos conferencias: Oriental y Occidental.
Por problemas en el comienzo de la liga en la ronda regular se disputaran 16 encuentros (8 en casa y 8 de visitante) y sin partidos entre equipos interconferencias.
A la postemporada clasifican los cuatro mejores de cada conferencia y se enfrentan de la siguiente manera: el primero del Oriental contra el cuarto del Occidental y el segundo contra el tercero, al mejor de cinco juegos. Los ganadores de cada llave jugarán la semifinal. Luego, los ganadores disputarán la final de la LPB.
Todas las series de playoffs premian al ganador de cuatro juegos en un máximo de siete compromisos.

## Playoffs
|  | Cuartos | Cuartos                  | Cuartos |                         |   | Semifinales              | Semifinales | Semifinales |  |   | Final          | Final | Final |  |
|  |         |                          |         |                         |   |                          |             |             |  |   |                |       |       |  |
|  |         |                          |         |                         |   |                          |             |             |  |   |                |       |       |  |
|  | 1       | Guaros de Lara           | 3       |                         |   |                          |             |             |  |   |                |       |       |  |
|  | 1       | Guaros de Lara           | 3       |                         |   |                          |             |             |  |   |                |       |       |  |
|  | 4       | Gigantes de Guayana      | 0       |                         |   |                          |             |             |  |   |                |       |       |  |
|  | 4       | Gigantes de Guayana      | 0       |                         | 1 | Guaros de Lara           | 1           |             |  |   |                |       |       |  |
|  |         |                          |         |                         | 1 | Guaros de Lara           | 1           |             |  |   |                |       |       |  |
|  |         |                          | 2       | Panteras de Miranda     | 0 |                          |             |             |  |   |                |       |       |  |
|  | 2       | Panteras de Miranda      | 2       | Panteras de Miranda     | 0 | 3                        |             |             |  |   |                |       |       |  |
|  | 2       | Panteras de Miranda      |         |                         |   |                          |             |             |  |   |                |       |       |  |
|  | 3       | Ccodrilos de Caracas     | 2       |                         |   |                          |             |             |  |   |                |       |       |  |
|  | 3       | Ccodrilos de Caracas     | 2       |                         |   |                          |             |             |  | 1 | Guaros de Lara | 0     |       |  |
|  |         |                          |         |                         |   |                          |             |             |  | 1 | Guaros de Lara | 0     |       |  |
|  |         |                          | 2       | Trotamundos de Carabobo | 1 |                          |             |             |  |   |                |       |       |  |
|  | 1       | Guaiqueríes de Margarita | 2       | Trotamundos de Carabobo | 1 | 3                        |             |             |  |   |                |       |       |  |
|  | 1       | Guaiqueríes de Margarita |         |                         |   |                          |             |             |  |   |                |       |       |  |
|  | 4       | Toros de Aragua          | 0       |                         |   |                          |             |             |  |   |                |       |       |  |
|  | 4       | Toros de Aragua          | 0       |                         | 1 | Guaiqueríes de Margarita | 0           |             |  |   |                |       |       |  |
|  |         |                          |         |                         | 1 | Guaiqueríes de Margarita | 0           |             |  |   |                |       |       |  |
|  |         |                          | 2       | Trotamundos de Carabobo | 1 |                          |             |             |  |   |                |       |       |  |
|  | 2       | Trotamundos de Carabobo  | 2       | Trotamundos de Carabobo | 1 | 3                        |             |             |  |   |                |       |       |  |
|  | 2       | Trotamundos de Carabobo  |         |                         |   |                          |             |             |  |   |                |       |       |  |
|  | 3       | Bucaneros de La Guaira   | 0       |                         |   |                          |             |             |  |   |                |       |       |  |
|  | 3       | Bucaneros de La Guaira   | 0       |                         |   |                          |             |             |  |   |                |       |       |  |
|  |         |                          |         |                         |   |                          |             |             |  |   |                |       |       |  |

### Semifinales
| 1 | Guaros de Lara | 80-55 | Panteras de Miranda |  | 5 de julio | 18:30 |  |

| 1 | Guaiqueríes de Margarita | 84-106 | Trotamundos de Carabobo |  | 5 de julio | 16:00 |  |

### Final
| vs  | vs             | vs        | vs                      | vs       | vs         | vs    | vs |
| N.º | Local          | Resultado | Visitante               | Gimnasio | Fecha      | Hora  | TV |
| --- | -------------- | --------- | ----------------------- | -------- | ---------- | ----- | -- |
| 1   | Guaros de Lara | 82-85     | Trotamundos de Carabobo |          | 6 de julio | 18:30 |    |

'Trotamundos de Carabobo

Campeón

'Noveno Título

## Distinciones

### Reconocimientos individuales
| Premio                      | Ganador      |
| --------------------------- | ------------ |
| Director Técnico del Año    | Bandera de ? |
| Gerente del Año             | Bandera de ? |
| Jugador Más Valioso del Año | Bandera de ? |
| Regreso del Año             | Bandera de ? |
| Sexto Hombre del Año        | Bandera de ? |
| Jugador Ejemplar del Año    | Bandera de ? |
| Jugador Defensivo del Año   | Bandera de ? |
| Progreso del Año            | Bandera de ? |
| Novato del Año              | Bandera de ? |
| Equipo Ejemplar del Año     |              |
| Quinteto Ideal del Año      | Bandera de ? |
| Árbitro del Año             |              |
| Delegado Técnico del Año    |              |
| Mesa Técnica del Año        |              |

### Jugador de la semana
Los siguientes jugadores fueron elegidos como jugadores de la semana.
| Semana   | Jugador      | Equipo |
| -------- | ------------ | ------ |
| Semana 1 | Bandera de ? |        |

### Jugador más valioso
El siguiente jugadore fue elegido como más valioso de la final.
|            | Jugador      | Equipo |
| ---------- | ------------ | ------ |
| Gran Final | Bandera de ? |        |